# ماکومر
ماکومر (به ایتالیایی: Macomer) یک کومونه در ایتالیا است که در استان نیورو واقع شده‌است.

## خصوصیات
ماکومر ۱۲۲٫۵۸ کیلومترمربع مساحت و ۱۰٬۹۹۱ نفر جمعیت دارد و ۵۵۰ متر بالاتر از سطح دریا واقع شده‌است.